# Лудо срце (албум Цеце)
Лудо срце је други студијски албум Светлане Цеце Ражнатовић, тада Величковић, који је издат за ПГП РТБ јуна 1989.

## О албуму
Годину дана по изласку првог албума, Цеца је са својим сарадницима одлучила да не сме и не треба да прави дужу паузу, па је све оне који су је заволели "на прво слушање", обрадовала новим албумом Лудо срце, који је приказао нешто другачију Цецу. Песме су мало озбиљније, али је ипак задржана доза дечијег и веселог ритма, што је било у складу са Цециним годинама. Са албума су се посебно издвојиле песме Лудо срце, Забранићу срцу да те воли и Лепотан, као мега хитови који се подједнаким интензитетом слушају и данас.
Албум је продат у тиражу од 150 000 примерака.

## Списак песама
На албуму се налазе следеће песме:
| Бр. | Назив                     | Текст          | Музика              | Аранжман                      | Трајање |
| --- | ------------------------- | -------------- | ------------------- | ----------------------------- | ------- |
| 1.  | Лудо срце                 | Огњен Макић    | Добривоје Иванковић | Мирко Кодић и Александар Илић | 04:20   |
| 2.  | Лепотан                   | Огњен Макић    | Добривоје Иванковић | Мирко Кодић и Александар Илић | 03:50   |
| 3.  | Буди дечко мој            | Огњен Макић    | Добривоје Иванковић | Мирко Кодић и Александар Илић | 03:15   |
| 4.  | Грешка                    | Добрица Ерић   | Добривоје Иванковић | Мирко Кодић и Александар Илић | 03:50   |
| 5.  | Забранићу срцу да те воли | Зоран Матић    | Мирко Кодић         | Мирко Кодић и Александар Илић | 03:15   |
| 6.  | Дођи...                   | С. Заграђанин  | Добривоје Иванковић | Мирко Кодић и Александар Илић | 04:00   |
| 7.  | Хеј, љубави, љубави       | Стевица Спасић | Мирко Кодић         | Мирко Кодић и Александар Илић | 03:30   |
| 8.  | Од главе до пете          | Мирко Кодић    | Мирко Кодић         | Мирко Кодић и Александар Илић | 03:08   |

## Информације о албуму
- Тон-мајстор: Драган Вукићевић
- Продуцент: Добривоје Иванковић
- Фото: Миодраг Исаиловић
- Дизајн: Иван Ћулум
- Рецензент: Мијат Божовић
- Музички уредник: Милан Ђорђевић
- Директор и уредник програма: Станко Терзић

## Спотови
- Забранићу срцу да те воли
- Лепотан